# Metaphycus trimblei
Metaphycus trimblei is een vliesvleugelig insect uit de familie Encyrtidae. De wetenschappelijke naam is voor het eerst geldig gepubliceerd in 1936 door Dozier.